# Wienerfilharmonikerna

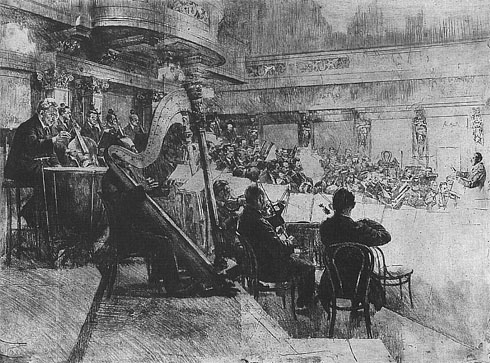
Wienerfilharmoniker på Musikverein i Wien 1926 under dirigenten Felix von Weingartner

Wienerfilharmonikerna (tyska: Wiener Philharmoniker) är en symfoniorkester i Wien i Österrike.

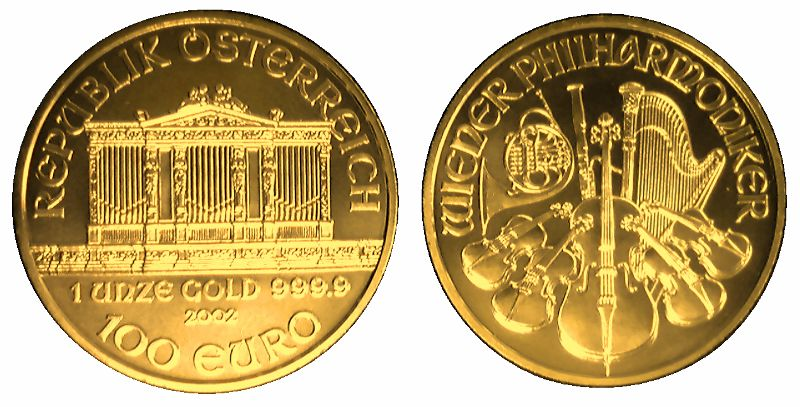
Wienerfilharmonikernas guldmynt

Orkestern bildades 1842 och är organiserad som en privat förening. Medlemmarna rekryterar själva nya medlemmar bland musikerna hos Wiener Staatsoper. Stadgarna säger att musikerna måste varit med under minst tre år i operaorkestern, innan de är valbara som medlemmar av Wienerfilharmonikerna. Sedan 1997 kan också kvinnliga musiker väljas in och idag är några få kvinnor medlemmar.
Wienerfilharmonikerna spelar också för Wiener Staatsoper, där musikerna har sin grundläggande inkomst. Den har sedan 1933 ingen chefsdirigent, utan utnyttjar enbart gästdirigenter. År 1941 började traditionen med nyårskonserter på orkesterns hemmascen Musikverein i Wien, som numera är en återkommande TV-begivenhet över hela världen.
Orkestern tilldelades 2014 Birgit Nilsson-priset.

## Kontroverser

### Orkestermedlemskap för kvinnor och icke-europeiska etniciteter
Wienfilharmonin accepterade inte att kvinnliga musiker skulle få permanent medlemskap förrän 1997, långt senare än jämförbara orkestrar (av de andra orkestrarna rankade bland världens fem bästa av tidningen Gramophone 2008), den sista som utsåg en kvinna till permanent medlem var Berlinfilharmonikerna, som gjorde det 1982. Så sent som i februari 1996 berättade den första flöjtisten Dieter Flury för Westdeutscher Rundfunk att det att acceptera kvinnor skulle vara "spelande med den emotionella enhet (emotionelle Geschlossenheit) som denna organism för närvarande har". I april 1996 skrev orkesterns press-sekreterare att "att kompensera för förväntad frånvaro" på grund av moderskapsledighet var ett problem som de "ännu inte ser hur man tar tag i" i pågående samråd med kvinnodepartementet i Österrike.
I februari 1997 sade Österrikes förbundskansler Viktor Klima till orkestern "vid en prisutdelning att det fanns" kreativ potential i den andra hälften av mänskligheten och detta bör användas."" Orkestern, skrev The New York Times, var " inför protester under en USA-turné "av National Organization for Women och International Association of Women in Music. Slutligen, "efter att ha uppehållits för att öka förlöjligandet även i ett socialt konservativt Österrike, samlades orkestermedlemmarna den 28 februari 1997 till ett extra möte inför sin avresa och gick med på att erkänna en kvinna, Anna Lelkes, som harpist. " Enligt Lelkes, som hade spelat som ett komplement till orkestern sedan 1974, var orkestern" fruktansvärt rädd för möjligheten för demonstrationer av aktivister för amerikanska kvinnors rättigheter. Jag tror att detta tryck var avgörande"; Hon tillägger att orkestern inte röstade för att acceptera henne enhälligt, utan "med stor majoritet", och att omröstningen visade generationsskillnader, med pensionerade medlemmar som röstade emot henne, men "en hel del [yngre musiker] gick samman och till och med organiserade sig och sa att detta kan inte längre få fortsätta. Den yngre generationen stod upp för mig ... "
I januari 2005 blev den australiensiska dirigenten Simone Young den första kvinnan som dirigerade Wienerfilharmonin. I slutet av december 2012 förblev frågan om könsfördelning en källa till oro i Österrike: Österreichischer Rundfunk noterades att kvinnor fortfarande bara utgjorde 6% av orkesterns medlemsantal, jämfört med 14% i Berlinfilharmonikerna, 30% i London Symphony Orchestra, och 36% i New York Philharmonic; framsteg erkändes, men väckte oro för att det gick för långsamt. Å andra sidan sade VPO-presidenten Clemens Hellsberg att WPO nu använder helt blinda auditions, helt enkelt väljer "det bästa vi får", vilket antyder att fullständig jämställdhet skulle ta tid när äldre medlemmar går i pension och nya auditions genomförs under könsneutrala förhållanden. (Wienerfilharmonikerna kommer inte att anställa någon musiker över 35 år och har en obligatorisk pensionsålder på 65 år. 30 års tjänst krävs för att få full pension. Från och med december 2019 fanns det 15 kvinnliga medlemmar. 
Det har också hävdats att orkestern inte alltid har accepterat medlemmar som är synliga medlemmar av etniska minoriteter.  1970 skrev Otto Strasser, den tidigare ordföranden för Wien-filharmonin, i sina memoarer: "Jag anser att det är felaktigt att de sökande idag spelar bakom en skärm; ett arrangemang som infördes efter andra världskriget för att säkerställa objektiva bedömningar ... Jag kämpade kontinuerligt mot det ... för att jag är övertygad om att konstnären också tillhör personen, att man inte bara måste höra utan också se för att bedöma honom i hela sin personlighet. [...]Inte ens den groteska situation som utspelade sig efter min pensionering kunde förändra situationen. En sökande kvalificerade sig som den bästa och när skärmen höjdes stod en japan inför den bedövade juryn. Han blev dock inte antagen, för hans ansikte passade inte med nyårskonsertens Pizzicato-polka. " 1996 uttryckte flöjtisten Flury fortfarande uppfattningen att" Själen låter sig inte separeras från de kulturella rötter som vi har här i Centraleuropa."
2001 blev en halvasiatisk violinist medlem. Den fullständiga listan över musiker, män och kvinnor, inklusive de som spelar med Wienerfilharmonikerna, men inte är medlemmar i WPO-föreningen, finns på webbplatsen för Wienerfilharmonikerna.

## Historia under nazitiden 1933 –1945
Sedan 1933 har orkestern inte haft någon permanent chefsdirigent, men enligt Grove Dictionary of Music and Musicians
(vol. 19, s. 723), "delade Bruno Walter och Wilhelm Furtwängler mellan 1933 och 1938  filharmonikonserterna mellan sig och under nazistiden var Furtwängler den permanenta dirigenten ". Däremot står följande på Wienfilharmonins webbplats: "Furtwängler var i själva verket orkesterns huvuddirigent från 1933 till 1945 och återigen från 1947 till 1954." Till stöd för New Groves påstående om Walters roll var det kan noteras att han gjorde Wien till sitt hem från 1933 till 1938 (efter att ha fördrivits från Tyskland under Tredje riket), var konstnärlig ledare för Wiener Staatsoper från 1936 till 1938 och dirigerade Wienerfilharmonin ofta samt gjorde ett antal stora inspelningar med orkestern (inklusive Richard Wagners Valkyrian, akt 1 och delar av akt 2, de första inspelningarna av Mahlers Das Lied von der Erde och av hans symfoni nr. 9 och många symfoniska inspelningar) Efter Anschluss och under andra världskriget innehöll listan över dirigenter Furtwängler, Krauss, Knappertsbusch, Willem Mengelberg och Karl Böhm. Orkesterns historia under denna period har varit ett ämne för pågående diskussion och forskning, inklusive en stor mängd (?) beställd av orkestern.

## Dirigenter

### Chefsdirigenter
- Otto Nicolai (1842–1848)
- Carl Eckert (1854–1857)
- Otto Dessoff (1860–1875)
- Wilhelm Jahn (1882–1883)
- Hans Richter (1875–1883)
- Gustav Mahler (1898–1901)
- Joseph Hellmesberger (1901–1903)
- Felix von Weingartner (1908–1927)
- Wilhelm Furtwängler (1927–1930)
- Clemens Krauss (1929–1933)

### Gästdirigenter efter 1933 i urval
- Claudio Abbado
- Daniel Barenboim
- Leonard Bernstein
- Herbert Blomstedt
- Pierre Boulez
- Karl Böhm
- Fritz Busch
- Wilhelm Furtwängler
- John Eliot Gardiner
- Valerij Gergiev
- Carlo Maria Giulini
- Nikolaus Harnoncourt
- Mariss Jansons
- Herbert von Karajan
- István Kertész
- Carlos Kleiber
- Erich Kleiber
- Hans Knappertsbusch
- Josef Krips
- Lorin Maazel
- Zubin Mehta
- Riccardo Muti
- Vaclav Neumann
- Roger Norrington
- Seiji Ozawa
- André Previn
- Mstislav Rostropovitj
- Carl Schuricht
- Giuseppe Sinopoli
- Richard Strauss
- Wolfgang Sawallisch
- Christian Thielemann
- Arturo Toscanini
- Bruno Walter
- Franz Welser-Möst
- Marcello Viotti

### Fotnoter
1. ↑  läs online, Internet Archive .[källa från Wikidata]
2. ↑  ”Wienerfilharmonikerna”. https://www.österrike.se/wienerfilharmonikerna/. Läst 20 december 2015.
3. ↑  Nayeri, Farah (23 december 2019). ”When an Orchestra Was No Place for a Woman” (på engelska). New York Times. https://www.nytimes.com/2019/12/23/arts/music/women-vienna-philharmonic.html. Läst 20 december 2020.
4. ↑  Clas Barkman (22 februari 2012). ”Wienerfilharmonikerna på sällsynt gästspel i Sverige”. Dagens nyheter. http://www.dn.se/kultur-noje/musik/wienerfilharmonikerna-pa-sallsynt-gastspel-i-sverige/. Läst 20 december 2015.
5. ↑  ”Recipient 2014 – Vienna Philharmonic Orchestra” (på engelska). The Birgit Nilsson Prize. Arkiverad från originalet den 17 januari 2021. https://web.archive.org/web/20210117035644/https://birgitnilssonprize.org/recipients/. Läst 20 december 2020.
6. ↑  ”The world's greatest orchestras” (på engelska). gramophone.co.uk. http://www.gramophone.co.uk/editorial/the-world%E2%80%99s-greatest-orchestras. Läst 20 december 2020.
7. ↑  James R. Oestreich, "Berlin in Lights: The Woman Question", Arts Beat, The New York Times, På engelska. 16 november 2007. Läst 20 december 2020
8. 1 2  Westdeutscher Rundfunk Radio 5, "Musikalische Misogynie", 13 februari 1996, transkriberad av Regina Himmelbauer; översättning av William Osborne På engelska. Läst 20 december 2020
9. ↑  ”The Vienna Philharmonic's Letter of Response to the Gen-Mus List” (på engelska). Osborne-conant.org. 25 februari 1996. http://www.osborne-conant.org/posts/schuster.htm. Läst 20 december 2013.
10. 1 2  Jane Perlez, "Vienna Philharmonic Lets Women Join in Harmony”, The New York Times, På engelska. 28 februari 1997. Läst 20 december 2020
11. ↑  Heinz Rogle, "Notes on 26 Years as Official Nonentity", 1 mars 1997, Salzburger Nachrichten; översatt av Mike Wiessner och published av the Los Angeles Times, 5 mars 1997. På engelska. Läst 20 december 2020
12. ↑  "Wenige Frauen bei Wiener Philharmonikern", 28 december 2012. På tyska. Läst 20 december 2020
13. ↑  James R. Oestrich, "Even Legends Adjust To Time and Trend, Even the Vienna Philharmonic", The New York Times, 28 februari 1998. Läst 20 december 2020
14. ↑  New York Times, 23 December 2019, When an Orchestra Was No Place for a Woman, by Farah Nayeri. Läst 20 december 2020.
15. ↑  "The Image of Purity: The Racial Ideology of the Vienna Philharmonic In Historical Perspective" av William Osborne. På engelska. Läst 20 december 2020
16. 1 2  Osborne, William. ”Why Did the Vienna Philharmonic Fire Yasuto Sugiyama?” (på engelska). Osborne-Conant.org. http://www.osborne-conant.org/sugiyama.htm. Läst 20 december 2020.
17. ↑  ”Vienna Philharmonic | Orchestra, Concerts, New Years Concert”. Wienerphilharmoniker.at. Arkiverad från originalet den 24 maj 2013. https://web.archive.org/web/20130524162031/http://www.wienerphilharmoniker.at/index.php?set_language=en&cccpage=history_early_20_cent. Läst 20 december 2020.
18. ↑  James Altena, Steven Reveyoso, och Erik Ryding. Recorded Performances of Bruno Walter (1876–1962) Arkiverad 28 juli 2013 hämtat från the Wayback Machine.
19. ↑  ”Furtwängler and the Vienna Philharmonic | Furtwängler – Tahra” (på engelska). Furtwangler.net. Arkiverad från originalet den 27 maj 2013. https://web.archive.org/web/20130527000401/http://www.furtwangler.net/inmemoriam/data/wp_en.htm. Läst 20 december 2020.